# 悠介
悠介（ゆうすけ、1981年5月10日 - ）は、日本のギタリストである。ロックバンド・lynch.のギター担当。

## 人物
- 2006年7月 lynch.のギターリストとしてバンドに加入し、活動を開始する。
- メンバーの中で一番静かである。
- ステージでは下手に立ち、シェクター製の7弦ギターを使用する。lynch.で使えるような激しい音が出る6弦ギターは所持していない。
- コーラスも担当する。
- 加入以前に当時のlynch.のライブを見た感想は、真っ黒で硬派な音楽をやっている上に良い意味でファンとの距離感があって近寄りがたい雰囲気があったと語っている。
- LUNA SEAをきっかけにギターを始め、ファンクラブSLAVEの会員だった。

- 母親の影響でU2、レディオヘッド等のUKロックを好み、仄かに暗い、透明感のあるサウンドや煌びやかなサウンドに影響を受けている。
- アルペジオやディレイの掛かった煌びやかで繊細なプレイが得意で、悠介の加入により無骨だったlynch.のサウンドに色や空間的な広がりが生まれた。ギターを構える位置はやや高めであり、これはメタルの速いフレーズに対応するためである。
- 作曲面では歌モノを担うことが多く、空間的な広がりのある曲や妖艶なコード感の曲、儚げで浮遊感のある曲を得意としている。

## 展覧会

### 写真展
- YSK Photo exhibition「A collection of fragments」-2019-